# Deep Thought
 Denne artikel omhandler skakcomputeren Deep Thought. Opslagsordet har også en anden betydning, se Hitchhiker's Guide to the Galaxy.
Deep Thought er en computer, som er programmeret til at spille skak, den første i en serie af skakcomputere.  En anden computer i serien, Deep Blue, slog Garry Kasparov i en sekspartieres skakdyst.  Deep Thought blev opkaldt efter den fiktive computer i romanen Hitchhiker's Guide to the Galaxy af Douglas Adams, som fandt svaret på det ultimative spørgsmål (42) og dernæst designede Jorden til at finde spørgsmålet.
Navngivningen af skakcomputerne er fortsat efter samme princip med Deep Fritz, Deep Junior osv. ("Deep", det vil sige "dyb" på dansk, stammer også fra den måde, de forskellige algoritmer undersøger alle mulige træk og potentielle udfald på.)  I 1988 tabte Bent Larsen, dansk stormester i skak, et parti til Deep Thought.